# MOS 6520

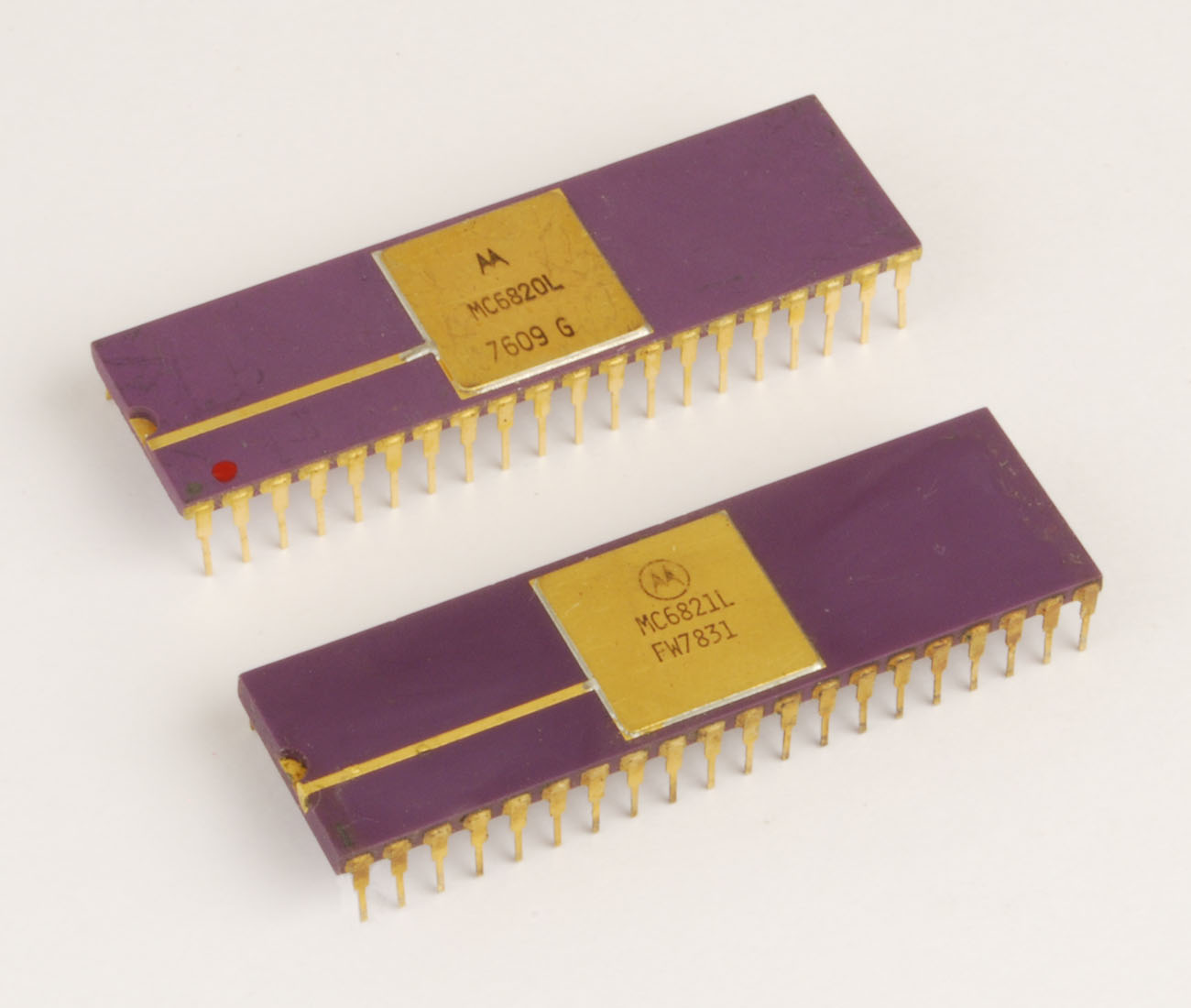
I Motorola MC6820 e MC6821 Peripheral Interface Adapters, di cui il MOS 6520 è un clone.

Il MOS 6520 Peripheral Interface Adapter (PIA) è un circuito integrato prodotto da MOS Technology come controller input/output di tipo parallelo per i microprocessori della famiglia MOS 65xx. Fu realizzato come clone dei Motorola 6820/6821, che fornivano la stessa interfaccia per i sistemi basati sul Motorola 6800.
Il MOS 6520 fu usato negli home computer ad 8 bit Atari serie 400 per gestire le 4 porte joystick e nell'Apple I per collegare la tastiera ed il display.
Fu sostituito dal MOS 6522 VIA ("Versatile Interface Adapter").

## Funzionalità
Il PIA fu progettato per poter essere connesso direttamente al bus di sistema del Motorola 6800. Esso forniva 20 linee di I/O organizzate in 2 porte ad 8 bit bidirezionali (oppure come 16 linee di I/O di uso generico) e 4 linee di controllo (per l'handshake fra periferiche e la generazione di interrupt). La direzione di tutte le 16 linee di uso generale (PA0-7 e PB0-7) può essere programmata in modo indipendente; le linee di controllo possono essere programmate per generare un interrupt quando attivate (tutte e 4), generare segnali di sincronizzazione automatici con le periferiche o inviare in output un livello di segnale alto ("HIGH") o basso ("LOW").